# Björn Ulvaeus
Björn Kristian Ulvaeus, švedski glasbenik, vokalist in skladatelj, * 25. april 1945, Göteborg, Švedska.
Zaslovel je kot član skupine ABBA.

## Življenje
Björn Kristian Ulvaeus se je rodil 25. aprila leta 1945 v Göteborgu, Švedska. Njegova starša Aina in Gunnar Ulvaeus, tudi glasbenika, sta Ulvaeusu kupilo kitaro za 11. rojstni dan. Kot najstnik je imel rad rock'n'roll ter skiffle.
Leta 1981 se je poročil z Leno Ulvaeus in z njo imel dva otroka. Leta 2022 se je od nje ločil.

## Zgodnja glasbena kariera
Ulvaeus je bil tudi odličen učenec, kar ga je vodilo, da se je vpisal na Lundsko univerzo, kjer je študiral poslovno pravo.
Vendar se tukaj njegove glasbene ambicije niso ustavile.
Po predlogu glasbenega učitelja je Ulvaeus ustanovil skupino West Bay Singers s člani Tony Rooth, Hansi Schwarz in Johan Karlberg. 
Leta 1963 je Ulvaeus pustil učenje ter si najel Volvo in se odpravil s skupino po Evropi.
Vendar jim nastopanje ni prineslo veliko denarja, zaslužek so porabili za bivanje v hotelih ter za hrano.
Ko se je leta 1964 vrnil na Švedsko — torej eno leto po odhodu — je mati Ulvaeusa prijavila njegovo skupino (torej West Bay Singers) na državni resničnostni šov, imenovan "Mesto na odru".
Njegova skupina je dosegla finale, vendar niso zmagali.
Kasneje so spremenili ime skupine v Hootenanny Singers.
Prvi album so izdali leta 1965.

## Vstop v glasbeno skupino ABBA
Bjorn Kristian Ulvaeus se je leta 1969 zaljubil v pevko Agnetho Fältskog, s katero se je poročil leta 1971.
Njegov prijatelj, s katerim si je tudi tkal glasbeno kariero, Benny Andersson se je tudi zaljubil v pevko, z imenom Anni-Frid Lyngstad.
Prvič so skupaj nastopili leta 1970 pod imenom (skupine) Festfolk.
Dve leti zatem so izdali uspešnico »People Need Love«.
Zatem so se preimenovali: postali so skupina ABBA.
Njihov verjetno največji dosežek je bil nastop na Pesmi Evrovizije leta 1974 s pesmijo »Waterloo«.
Ta pesem se je takrat uvrstila na angleški glasbeni pop lestvini na 1. mesto, na ameriški pa na 6. mesto.
Takšen uspeh je razglašal takrat najbolj uspešno pop skupino na svetu, kar lahko trdimo še danes. 
Vendar zaradi trpljenja v zasebnem življenju (v obeh partnerskih zvezah) sta se Ulvaeus (leta 1980) ter Andersson (leta 1981) ločila od partnerk.
Kot skupina so imeli zadnji skupni nastop leta 1982. 
Ulveaus ter Andersson sta sklenila, da bosta svoje prijateljstvo nadaljevala in začela sta pisati muzikale.
Muzikal Mamma Mia!, ki sta ga napisala, je bil največkrat ogledan muzikal na svetu. 
Ulveaus se je z skupino ABBA spet združil leta 2022.
Izdali so studijski album Voyage, trenutno pa v Londonu potekajo tudi njihovi koncerti v na novo zgrajeni ABBA areni.